# Utopia (revista)

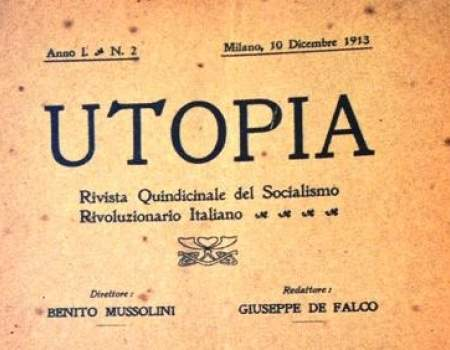
Revista Utopia

Utopia. Revista Quinzenal do Socialismo Revolucionário Italiano foi uma revista fundada por Benito Mussolini em novembro de 1913 com o objetivo de elaborar "uma revisão do socialismo no sentido revolucionário" necessária após o "fracasso do reformismo político" e a "crise dos sistemas filosóficos positivistas". O título foi uma homenagem a Thomas More, a quem considerou um dos primeiros socialistas, e Tommasso Campanella.
A revista seria anunciada em La Voce, de Giuseppe Prezzolini, definindo a intenção de Mussolini de "reviver a consciência teórica do socialismo". Foi impresso em Lugano e não teve o sucesso esperado, tendo apenas dez edições. Nela, Mussolini desenvolveria uma concepção de socialismo revolucionário baseada nas ideias de Marx, Nietzsche, Pareto e Sorel juntamente com o idealismo, o pragmatismo e o voluntarismo, buscando uma revisão do marxismo no sentido oposto à social-democracia de Eduard Bernstein.
A revista contou com a colaboração de socialistas, sindicalistas revolucionários e anarquistas. Dois dos colaboradores da Utopia seriam fundadores do Partido Comunista Italiano e outro ajudaria a fundar o Partido Comunista Alemão.
A revista foi concebida para ser dirigida não às massas, mas aos intelectuais. No número inicial foram publicadas obras traduzidas de Jules Guesde e Auguste Blanqui. No editorial, Mussolini explicava que queria ser um "sectário saudável". No artigo de estreia, intitulado  “Al largo!”, Mussolini argumenta que os postulados de Marx sobre a "teoria da miséria crescente, [da] concentração de capitais [e da] previsão apocalíptica da catástrofe" não falharam.
A revista seria publicada até dezembro de 1914, um mês após a fundação do Il Popolo d'Italia.